# Каташёв, Пётр Александрович
Пётр Александрович Каташёв (16 декабря 1933 — 9 июня 2020) — тракторист совхоза «Львовский» Державинского района Тургайской области Казахской ССР, Герой Социалистического Труда.

## Биография
Родился 16 декабря 1933 года на хуторе совхоза «Победа Октября» (ныне — Суровикинский район Волгоградской области).
Окончил 5 классов школы и механизаторские курсы, работал механизатором и комбайнером в своём совхозе. В 1952—1955 гг. служил в армии в войсках ПВО в Ленинградском военном округе, младший лейтенант.
В 1955 году по комсомольской путевке уехал на освоение целины в Державинский район Тургайской области Казахской ССР (ныне — Жаркаинский район Акмолинской области Республики Казахстан). Работал трактористом в совхозе «Львовский».
За высокие производственные показатели награждён орденом Трудового Красного Знамени (13.12.1972). Указом Президиума Верховного Совета СССР от 10 декабря 1973 года за большие успехи, достигнутые во Всесоюзном социалистическом соревновании, и проявленную трудовую доблесть в выполнении принятых обязательств по увеличению производства и продажи государству зерна и других продуктов земледелия присвоено звание Героя Социалистического Труда.
С 1988 года на пенсии.
В начале 1990-х годов уехал в Россию, жил в Самаре. В 1999 году перебрался в село Малая Малышевка Кинельского района Самарской области. В последние годы жил в селе Покровка Новосергиевского района Оренбургской области.
Умер 9 июня 2020 года.